# 党人派
党人派（とうじんは）とは、官僚、軍人、皇族等の出身ではなく、一般人の政党員である政治家の一群を指す。政治家の分類における俗称の一つ。歴史的には、中国・後漢末期に発生した、党錮の禁で弾圧された集団の称として使われたことに由来する。

## 概要
日本では、主に保守政党（現在では自民党）で、官僚出身者である官僚派と並ぶ二大勢力として扱われることが多い。
明治政府が成立した初期は、薩長の藩閥出身者が、政権の大半を占めていた。その後、藩閥の影響下にある官僚出身者と、自由民権運動に端を発する政党出身者が政権に加わるようになり、前者を官僚派、後者を党人派とする用語が生まれた。五・一五事件による政党政治の終焉後に軍部が台頭すると、軍人政権が多数を占めたが、第二次世界大戦に敗北すると、軍そのものが解体され、さらに公職追放によりその他の人材も大量に追放された。吉田茂は、代わりの人材としてみずからの出身母体である官僚から大量に登用し（吉田学校）、後に公職追放から復帰した鳩山一郎などの党人派と対置されるようになった。
前述のように、戦後の自民党では官僚や財界ではなく、党組織で政治家としてのキャリアを築いてきた国会議員を漠然と指すことが多く、60年代までの自民党総裁選では党人派とされる政治家たちが、官僚系を中心とした勢力に対して連合し、総裁選に臨むことが多かった。なお、純粋な意味で党人と言える、党専従職員として自民党に採用され、その後に国会議員となった者は極めて稀である（大西英男が数少ない例）。その後1970年代になると、角福戦争の派閥抗争の図式の中で官僚VS党人という対立は目立たなくなっていった（田中角栄は党人で福田赳夫は官僚ということになるが、田中は福田と同じ大蔵省官僚の大平正芳と組み、福田は党人の三木武夫と組むことが多かった）。
1950年代は官僚出身ではない保守系国会議員については世襲議員であっても党人派と分類されることが多かったが、時代が下って1990年代以降に首相を狙う自民党総裁やその候補と目される有力政治家について世襲議員が多くなる中で「党人派」について地方議会議員や国会議員秘書からの叩き上げ議員といった印象が強く分類される場合は、世襲議員が党人派に含まれない傾向がある。また1970年代以降から注目されるようになったタレント議員は党人派と見なされない傾向がある。
55年体制下の野党ではあまり使われない用語だが、かつての日本社会党や民社党などでは、地方議員出身者や、党職員出身者などを労働組合出身者と区別する意味で党人派と呼んだことがある（両党には、官僚出身者も少数存在した）。また、日本共産党は、党職員から議員になる比率が高いが、彼らを指して党人派と呼ぶことはなく、「党専従」「党官僚」と呼ばれることはある。

## 歴史上の用例
党錮の禁、党人を参照。